# اوبرایسن
اوبرایسن (به آلمانی: Oberreißen) یک منطقهٔ مسکونی در آلمان است که در ایلمتال-واینشتراسه واقع شده‌است. اوبرایسن  ۱۷۸ نفر جمعیت دارد.